# PGC 1470647
LEDA/PGC 1470647 ist eine Spiralgalaxie vom Hubble-Typ Src im Sternbild Schlange nördlich der Ekliptik. Sie ist schätzungsweise 496 Millionen Lichtjahre von der Milchstraße entfernt und hat einen Durchmesser von etwa 50.000 Lichtjahren. Vom Sonnensystem aus entfernt sich das Objekt mit einer errechneten Radialgeschwindigkeit von näherungsweise 11.000 Kilometern pro Sekunde.
Nach Lage der Daten bildet sie gemeinsam mit IC 1167, IC 1168, PGC 1474529, PGC 3858351, PGC 3858488 und PGC 3858573 eine gravitativ gebundenes Galaxiengruppe.